# Кага (город)
Кага (яп. 加賀市 Кага-си) — город в Японии, находящийся в префектуре Исикава. Площадь города составляет 306,00 км², население — 68 426 человек (1 июля 2014), плотность населения — 223,61 чел./км².

## Географическое положение
Город расположен на острове Хонсю в префектуре Исикава региона Тюбу. С ним граничат города Комацу, Кацуяма, Авара, Сакаи.

## Население
Население города составляет 68 426 человек (1 июля 2014), а плотность — 223,61 чел./км². Изменение численности населения с 1980 по 2005 годы:
| 1980 | 77 335 чел. |  |
| 1985 | 80 877 чел. |  |
| 1990 | 80 714 чел. |  |
| 1995 | 80 333 чел. |  |
| 2000 | 78 563 чел. |  |
| 2005 | 74 982 чел. |  |

## Символика
Деревом города считается сосна, цветком — Iris ensata, птицей — утка.

## Города-побратимы
- Таоюань, Тайвань[6]